# Cava (kommun)
Cava är en kommun i Spanien.   Den ligger i provinsen Província de Lleida och regionen Katalonien, i den nordöstra delen av landet, 500 km öster om huvudstaden Madrid. Arean är 42 kvadratkilometer. Cava gränsar till Alàs i Cerc, Arsèguel, El Pont de Bar, Montellà i Martinet, Josa i Tuixén och La Vansa i Fórnols. 
Terrängen i Cava är kuperad norrut, men söderut är den bergig.